# Utjämning
Utjämning eller glättning är inom statistik och bildbehandling en operation som försöker att fånga de väsentliga variationerna i data, samtidigt som brus och andra störningar undertrycks. Det finns flera olika typer av såväl linjära som icke-linjära utjämningsalgoritmer.
De vanligaste metoderna är linjära filter med positiva vikter. I bildbehandling och datorseende är skalrumsrepresentation den teoretiskt mest välgrundade metodiken.
Utjämning på en följd av {\displaystyle n} sampel skiljer sig från filtrering och prediktion genom att värdet på position {\displaystyle k} kan påverkas av alla sampel, även de vid senare positioner. Filtrering och prediktion arbetar bara med alla sampel upp till {\displaystyle k}. De är med andra ord kausala.